# 康帕紐羅
康帕紐羅（Campagnolo），是義大利的一家高檔自行車零組件製造商，總部位於威尼託大區維琴察省維琴察。

## 歷史
1933年，康帕紐羅创始人圖利歐·康帕紐羅（Tullio Campagnolo）在维琴察的一家小车间，开始了它的制造工业。 早在20年代早期，他在意大利自行车行业就已经是家喻户晓了。当时有很多自行车比赛，1927年11月11日的一次比赛开始了促使圖利歐·康帕紐羅开始了创业的步伐。当时由于不利的天气条件，圖利歐·康帕紐羅不得已退出了比赛，然而这使他开始思考应该为自行车车轮开发一种快放机械装置。这一灵感的实现是现代竞技自行车发展中决定性进步的标志。
1930年到1940年的10年是康帕紐羅起飞阶段。圖利歐·康帕紐羅放弃了自己的运动员生涯，完全投入到产品研发和营销上来。他成功的要素在于他丰富的一手比赛经验，和对技术与直觉的独特感觉。就在这期间康帕紐羅获得了快拆花鼓的专利，并开始生产这种直到现在已经成为自行车标准的产品。
直到1940年，圖利歐·康帕紐羅才有了他的第一个全职的雇员。就在这一年，他还发明了自行车链条的拨链系统，不用拆卸车轮就可以改变自行车齿轮，这一革命性的发明提升了自行车运动员的效率。此前虽然多速的自行车飞轮已经发明，但没有现在我们常用的链条拨链器。之前的多速赛车类似我们现在的单速车，只是后面有多个齿轮，自行车运动员在需要变速的时候，要先下车，拆下车轮，手动把链条搭在所希望使用的齿轮上来完成变速。
1949年，圖利歐·康帕紐羅研发了新型的拨链器结构——四边形结构后拨链器，这一基本结构直到今日仍在应用，只不过目前各家厂商改变了外部的形态。1956年又同样将四边形结构运用于前拨链器，同样获得了成功。
1963年 第一代镀铬的经典RECORD后拨问世，随后在1966年康帕紐羅更新了RECORD的技术。此后便开始了逐代提升的传统。1973年顶级SUPER RECORD套件问世。当时SUPER RECORD是康帕紐羅，也是自行车界最高技术的体现。
在1986年 RECORD 被重新设计也被称为C-RECORD，其取代了SUPER RECORD的顶级套件地位。1987年 SUPER RECORD 停止更新，直到2008年SUPER RECORD又重新登场。
1992年，为了与自行车配件厂商禧玛诺（Shimano）对抗，康帕紐羅研发的双控手柄问世。1994年由于SRAM与禧玛诺的夹击，康帕紐羅取消了山地自行车配件的研发。随后康帕紐羅开始注重自己品牌的维护使其对抗其他厂商，在1995年 康帕紐羅开始在套件上标注所属零件组名称，改变了从前只打「Campagnolo」的传统。
1997年，康帕紐羅研发的9速变速系统问世。并在1998年重现设计了双控手柄。同年ATHENA系列套件退出套件系列，1999年 RECORD级别开始在双控手柄中使用碳纤维技术。2000年康帕紐羅10速变速系统问世。2005年康帕紐羅推出了用于平把公路的CHORUS和CENTAUR的手闸连拨。
2006年康帕紐羅中空外置轴承牙盘问世。2008年 11速变速系统面世，SUPER RECORD重出江湖，同时将11速系统扩展到SUPER RECORD 、RECORD和CHORUS前三个套件系列。
2009年ATHENA套件重返序列, 位于CHORUS之后的第四档次。
2018年 12速变速系统面世。

## 变速套件
康帕紐羅公路变速套件（2009年～）：
- Super Record：前拨2速、后拨12速
- Record：前拨2速、后拨12速
- Chorus：前拨2速、后拨11速
- Athena：前拨2速、后拨11速
- Centaur：前拨2速、后拨10速
- Veloce：前拨2速、后拨10速
- Comp：前拨3速、后拨10速

## 公路轮组
- basso
  - Hyperon
  - Neutron
- medio
  - Khamsin
  - Eurus
  - Zonda
  - Scirocco
  - Vento
  - Shamal Ultra
- alto
  - Bullet
  - Bora
  - Ghibli
  - Pista

## 外部連結
- campagnolo官方网站 （页面存档备份，存于）